# Marcello Capra

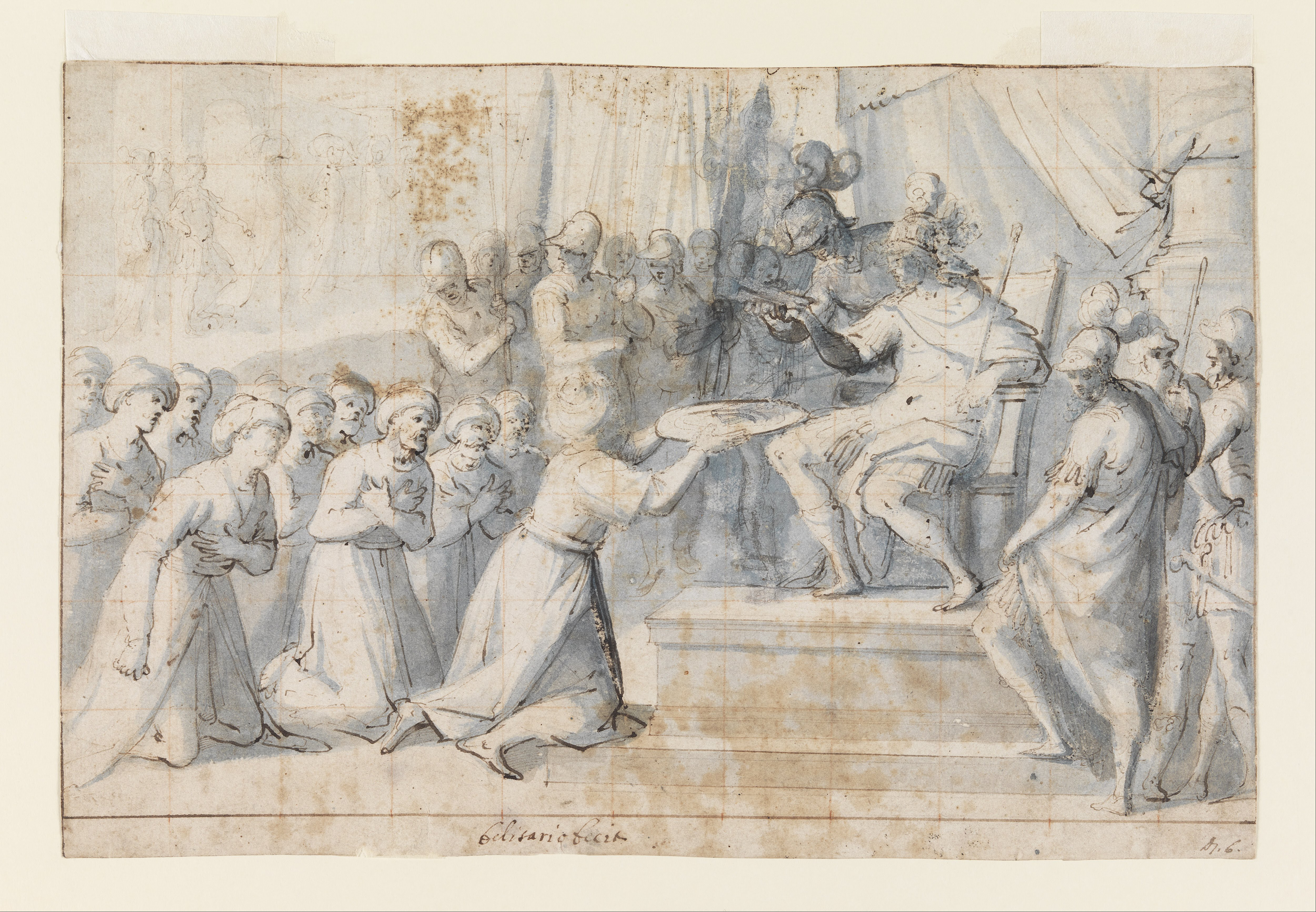
Hofscène rond don Juan van Oostenrijk

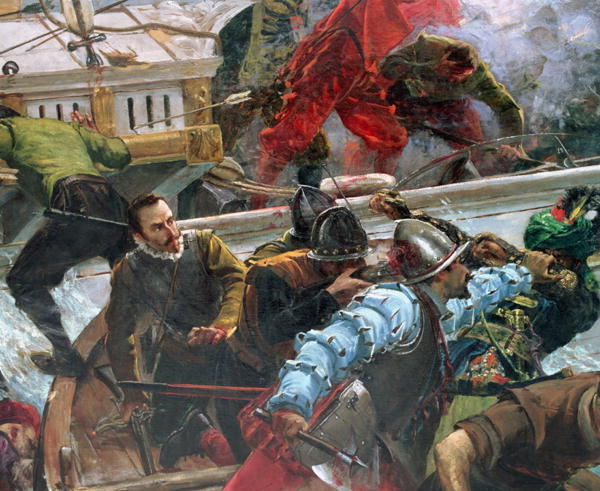
Slag bij Lepanto, 1571

Marcello Capra (Nicosia, 1510 – -, jaren 1590) was een medicus en filosoof in het koninkrijk Sicilië, dat deel uitmaakte van het Spaanse Rijk. Capra was lijfarts van Juan van Oostenrijk, alvorens deze laatste landvoogd der Nederlanden werd.

## Levensloop
Hij was een zoon van Giovanni Filippo Capra, een edelman in Nicosia, Sicilië. Na studies op Sicilië trok hij naar de universiteit van Padua om geneeskunde te studeren. Hij geraakte in Padua geïnteresseerd in Oudgriekse en Latijnse teksten over filosofische onderwerpen.
Terug in Nicosia stichtte hij er een school voor natuurfilosofie geïnspireerd op de ideeën van Aristoteles. Zijn nieuwe medische theorieën wekten wrevel op bij de lokale artsen. Vandaar verhuisde Capra zijn artsenpraktijk naar Palermo en nog later naar Messina. 
Zijn faam als arts te Messina kwam ter ore aan Juan van Oostenrijk, een onwettige zoon van keizer Karel V. Don Juan nam Capra aan als zijn lijfarts. Bovendien volgde Capra hem op de Spaanse vloot; Capra werd hoofdarts van de vloot, dat onder commando stond van don Juan. Zo trok Capra mee in expedities naar Noord-Afrika en richting oosten tegen de Ottomaanse vloot. Capra maakte de Slag bij Lepanto (1571) mee waar don Juan zegevierde. 
Don Juan werd benoemd tot landvoogd der Nederlanden (1576). Capra ging vervolgens in dienst van de Spaanse onderkoning van Sicilië. Diego Enríquez de Guzmán belastte hem met de strijd tegen de pest, die in de jaren 1591-1592 Sicilië teisterde. Na het publiceren van zijn werk over de oorzaken en de behandeling van de pest overleed hij.

## Werken
Capra publiceerde zijn medische ervaringen alsook zijn filosofische ideeën over de ziel. Hij schreef in het Latijn.
- De sede animae et mentis ad Aristotelis praecepta adversus Galenum. Palermo,1589.
- De immortalitate animae rationalis iuxtraprincipia Aristotelis adversus Epicurum, Lucretium et Pythagoricos. Palermo, 1589.
- De morbis epidemicis, qui miserrime Siciliam depopulabantur anno Christianae salutis 1591 itidemque 1592, causis, symptomatibus et curatione. Messina, 1593.